# Mateusz Borek
Mateusz Jakub Borek (ur. 2 listopada 1973 w Dębicy) – polski prezenter telewizyjny, dziennikarz, publicysta, komentator sportowy, promotor bokserski i osobowość telewizyjna.

## Życiorys
Ukończył I Liceum Ogólnokształcące w Dębicy, rozpoczął studia w Wyższej Szkole Biznesu – National-Louis University w Nowym Sączu (które przerwał), następnie na Wydziale Dziennikarstwa i Nauk Politycznych Uniwersytetu Warszawskiego.

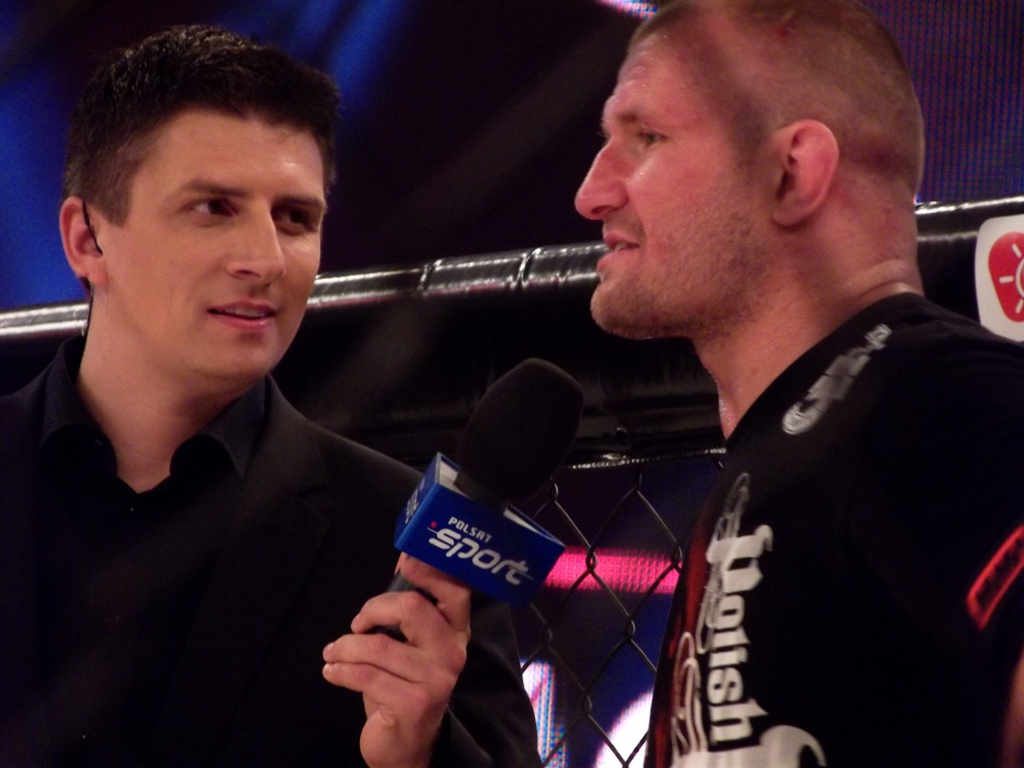
Mateusz Borek i Damian Grabowski (2012)

Pracę zawodową rozpoczął w Małopolskiej Telewizji Kablowej w Tarnowie. Jako dziennikarz/komentator sportowy od 1996 do 2000 roku pracował w Canal+, a później w Polsacie Sport (2000–2020); podjął też współpracę z Eurosportem. Komentował piłkarską Ligę Mistrzów UEFA (sześć finałów), Bundesligę, jak również najważniejsze mecze mistrzostw świata w piłce nożnej w 2002, 2006 oraz mistrzostw Europy 2008, 2016 (jako komentator Telewizji Polsat) i Mistrzostw Europy w piłce nożnej 2020, 2024, Mistrzostw Świata w Piłce Nożnej 2022 (jako komentator Telewizji Polskiej) a także hokej na lodzie podczas Zimowych Igrzysk Olimpijskich 1998. Prowadził programy publicystyczne (m.in. SuperGol, Piłkarski Salon, Studio Futbol, 2 × 45, Cafe Futbol, Puncher), a także studia gal sportów walki (Boks, MMA), takich jak np. KSW. W przeszłości współpracował też z Dziennikiem, Super Expressem, Faktem i Przeglądem Sportowym.
Trzykrotnie otrzymał Piłkarskie Oscary Canal+ w kategorii „najlepszy komentator telewizyjny” (w latach 2001, 2003 i 2004).
W 2012 Borek był jednym z gospodarzy (m.in. z Karoliną Szostak) jubileuszowej gali „20 lat telewizji Polsat”, która odbyła się w Teatrze Wielkim w Warszawie. W tym samym roku został nagrodzony statuetką Telekamery Tele Tygodnia w kategorii „komentator sportowy”.
W lutym 2020 ponownie został publicystą Przeglądu Sportowego oraz dołączył do redakcji Onet.pl. 2 sierpnia 2021 Przegląd Sportowy zawiesił współpracę z dziennikarzem.
W marcu 2020 wspólnie z Michałem Polem, Tomaszem Smokowskim oraz Krzysztofem Stanowskim stworzyli Kanał Sportowy w serwisie YouTube. W 2023 roku Krzysztof Stanowski zakończył współpracę z Kanałem.

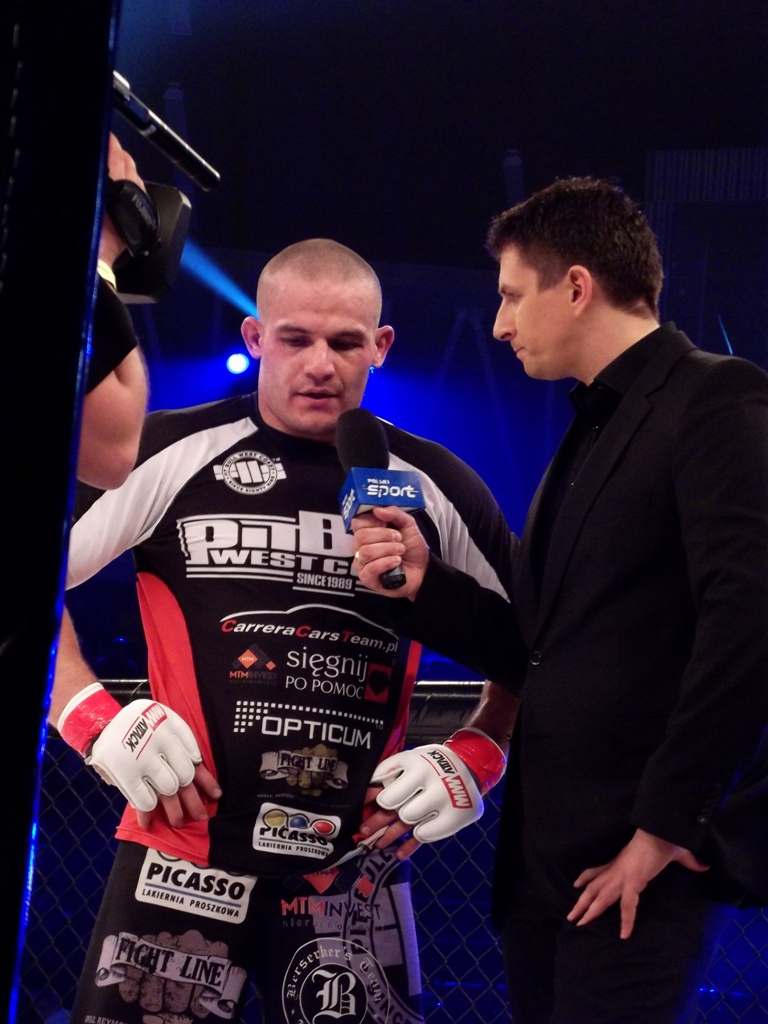
Michał Fijałka i Mateusz Borek podczas gali MMA Attack 2 w katowickim Spodku (2012)

2 czerwca 2020, na specjalnie zorganizowanej konferencji prasowej, Mateusz Borek poinformował o formalnym nawiązaniu współpracy z promotorem Mariuszem Grabowskim. Ponadto Borek i Grabowski podpisali kontrakt na wyprodukowanie co najmniej 18 gal bokserskich w ciągu trzech lat dla TVP Sport. W kwietniu 2020 duet Borek/Grabowski wspólnie wraz z synem Mariusza, Marcelem, założyli organizację walk na gołe pięści Gromda, a 6 czerwca zorganizowali pierwszą galę tego typu wydarzenia, która była transmitowana przez internet w systemie PPV.
9 lipca 2020 dziennikarz zakończył współpracę z Konfrontacją Sztuk Walki (ostatnią z jego udziałem była gala KSW 52, do czasu powrotu w listopadzie 2021).
W czerwcu 2020 powrócił do Eurosportu jako komentator Pucharu Niemiec. 18 sierpnia 2020, kierownictwo Canal+ Sport poinformowało, że dziennikarz dołączył do ich redakcji – komentował tam mecze niemieckiej Bundesligi, do których pokazywania kanał stracił prawa po sezonie 2020/2021. Cztery dni później, 22 sierpnia, Mateusz Borek poprowadził studio do gali bokserskiej Fight Champ, podczas której walką wieczoru było starcie Aleksandra Powietkina z Dillianem Whytem. Tym samym zasilił też zespół redakcyjny TVP Sport, gdzie od września 2020 jest komentatorem meczów Ligi Narodów UEFA, Ligi Mistrzów UEFA, polskiej Ekstraklasy oraz spotkań reprezentacji Polski w piłce nożnej, a niekiedy także prowadzącym studia okołomeczowe. W 2021 jako komentator Telewizji Polskiej, w parze z Kazimierzem Węgrzynem relacjonował ze stadionów niektóre mecze Mistrzostw Europy w Piłce Nożnej 2020 w tym finał (Włochy–Anglia). W tym samym roku dołączył także do zespołu komentatorskiego platformy streamingowej Viaplay Polska, gdzie od sierpnia komentował mecze piłki nożnej, przede wszystkim niemieckiej Bundesligi i prowadził rozmowy w studiu między niektórymi spotkaniami.  Komentował dla serwisu także wybrane mecze Pucharu Narodów Afryki 2021. W lipcu 2022 został tam jeszcze komentatorem Premier League. W maju 2025 zakończył pracę w Viaplay Polska. W 2022 jako komentator Telewizji Polskiej, w parze z Kazimierzem Węgrzynem, Januszem Michallikiem, Robertem Podolińskim i Marcinem Żewłakowem komentował ze stadionów wybrane mecze Mistrzostw Świata w Piłce Nożnej w Katarze. Podczas Mistrzostw Europy w piłce nożnej 2024 w Niemczech na kanałach Telewizji Polskiej komentował ze stadionów wybrane mecze w parze z Robertem Podolińskim.
W latach 2012–2021 był członkiem Komisji ds. Mediów i Marketingu Polskiego Związku Piłki Nożnej.
W listopadzie 2021, po tym jak KSW zakończyło współpracę z Polsat Box (dawniej Cyfrowy Polsat) i przeniosło się do Viaplay, ponownie związał się z największą polską federacją MMA.
W marcu 2022 roku Mateusz Borek zakończył swoją współpracę z federacją Gromda. W swoim oświadczeniu federacja stwierdziła, że powodem rezygnacji były negatywne komentarze i pomówienia skierowane w jego stronę.

## Kultura popularna
W 2002 roku zagrał epizodyczną rolę gangstera, tłumacza języka wietnamskiego, w filmie pt. E=mc² w reżyserii Olafa Lubaszenki. W 2011 pojawił się gościnnie w utworze pt. „Sędzia Kalosz” na albumie Eko grupy muzycznej Monopol. Rok później wystąpił epizodycznie w serialu obyczajowym Hotel 52, gdzie wcielił się w rolę samego siebie. W 2019 wystąpił w roli dziennikarza sportowego w filmie Underdog.
Z Romanem Kołtoniem (z którym współpracował w Polsacie Sport) komentował mecze w grze Pro Evolution Soccer 6.
W 2008 został laureatem Oskara Fashion w plebiscycie czytelników Fashion Magazine dla najlepiej ubranego Polaka w kategorii Informacja/Publicystyka.
We współpracy z dziennikarzem sportowym Cezarym Kowalskim napisał książkę pt. Krótka piłka. Bez dyplomacji o reprezentacji, mistrzostwach, Lewandowskim, poświęconą kulisom polskiej sceny piłkarskiej, która ukazała się 23 maja 2018, nakładem wydawnictwa Czerwone i Czarne.

## Filmografia
- 2002: E=mc² jako gangster, tłumacz języka wietnamskiego
- 2011: Daleko od noszy. Szpital futpolowy jako lektor (odc. 1)
- 2012: Hotel 52 jako reporter( odc. 67)
- 2019: Underdog jako dziennikarz
- 2022: Jak pokochałam gangstera jako komentator sportowy

## Nagrody i wyróżnienia
- Telekamery Tele Tygodnia w kategorii „komentator sportowy”: 2012[51]
- Piłkarskie Oscary Canal+ w kategorii „najlepszy komentator telewizyjny”: 2001, 2003, 2004
- Oskar Fashion w kategorii „informacja/publicystyka”: 2008

## Życie prywatne
Żonaty z modelką, Joanną Chętnik-Borek, z którą ma syna Jakuba. Jest właścicielem posiadłości w Tajlandii.